# Acanthurus chronixis
Acanthurus chronixis е вид лъчеперка от семейство Acanthuridae. Видът е световно застрашен, със статут Уязвим.

## Разпространение
Разпространен е в Микронезия.